# Будина
Будина (слч. Budiná) насељено је мјесто са административним статусом сеоске општине (слч. obec) у округу Лучењец, у Банскобистричком крају, Словачка Република.

## Становништво
| Година:    | 1994. | 2004.    | 2014.    | 2024.    |
| ---------- | ----- | -------- | -------- | -------- |
| Број људи: | 390   | 303      | 254      | 198      |
| Разлика:   |       | -22,30 % | -16,17 % | -22,04 % |

| Година:    | 2023. | 2024.   |
| ---------- | ----- | ------- |
| Број људи: | 196   | 198     |
| Разлика:   |       | +1,02 % |

Према подацима о броју становника из 2011. године насеље је имало 263 становника.